# 벤 스타키
벤 앤서니 스타키(영어: Ben Anthony Starkie, 2002년 7월 23일 ~ )는 알프레톤 타운에서 이중 등록으로 일키스턴 타운에서 공격형 미드필더로 활약하는 탄자니아의 프로 축구 선수이다. 잉글랜드 레스터에서 태어난 그는 탄자니아 국가대표팀에서 뛰고 있다.

## 구단 경력
레스터 시티와 빌헬름샤벤의 유소년 팀인 스타키는 2021년 7월 16일 셉셰드 다이너모로 이적했다. 2021년 11월 13일 그는 스팔딩 유나이티드로 이적했다.
2023년 8월 스타키는 내셔널리그 노스 구단 알프레톤 타운에 입단했다. 2023년 9월 23일 일키스턴 타운에 이중 등록으로 입단했다.

## 국가대표팀 경력
스타키는 2019년 1월 30일 탄자니아 U-17 국가대표팀으로 소집되어 SV 빌헬름샤벤에서 온 최초의 국제 차출 선수가 되었다. 그는 2021년 아프리카 U-20 네이션스컵에서 탄자니아 U-20을 대표했다. 그는 2022년 3월 탄자니아 U-20 국가대표팀에 소집되어 친선 경기를 가졌다. 그는 2022년 3월 24일 중앙아프리카 공화국과의 친선 경기에서 탄자니아 국가대표팀으로 데뷔했다.